# Mitsuko Yoshimi
Mitsuko Yoshimi (吉見美津子, Yoshimi Mitsuko). También conocida como: Mari Yoshino (吉野マリ, Yoshino Mari) y Mitsuko Imai (今井美津子, Imai Mitsuko). Nació el 25 de diciembre de 1971, en la Prefectura de Chiba, Japón. Es una actriz, cantante y ex idol japonesa, activa en los años 80 y la década de los 90. Formó parte del grupo idol Onyanko Club, era la miembro número 49. Además fue partícipe del grupo Momoko Club.

## Biografía
Yoshimi se unió a Onyanko Club el 10 de agosto de 1986, tras resultar ganadora del concurso: "Miss Seventeen". En un principio como una miembro de soporte (B1), siendo ascendida oficialmente poco después, como la miembro número 49, cuando se liberó el sencillo: "katatsumuri Samba".
Ese mismo año, se unió al grupo Momoko Club, con el que estuvo activa por un año. 

### Después de Onyanko Club
Cuando Onyanko Club se disolvió en septiembre de 1987, tras graduarse de la escuela secundaria, mitsuko fue a estudiar al extranjero sus estudios superiores. Retorno a Japón en 1990, enfocando su carrera como actriz, para algunos doramas en el periodo (1990 - 1994).
En 1993, liberó un Photobook llamado: Feminine, así como un vídeo para adultos, como gravure idol, en donde poso desnuda.

## Actualidad
Actualmente se encuentra retirada del mundo del espectáculo. 

## Discografía

### Singles junto a Onyanko Club
- [1987.05.21] Katatsumuri Samba
- [1987.08.05] Tasogare ni Kiss wo Shinaide
- [1987.08.05] Aida ni Au Kamo Shirenai
- [1987.xx.xx] Venus Tanjou

## Filmografía

### Programas de tv
- Yuyake Nyan nyan (1986 - 1987)

### Doramas
- Kimochiīkoishitai (1990)
- Vu~ansankan kekkon (1991)
- Porupojishon! Itoshiki hito e… (1992)
- Suchuwadesu no koibito (1994)

### Videos
- Bishoujo Hi-Fi Shashinkan VOL. 29 Yoshimi Mitsuko MITUKO (1993.05)

### Photobook
- feminine (1993.04)